# Universidad de la Ciudad de Nueva Jersey
La Universidad de la Ciudad de Nueva Jersey o New Jersey City University (siglas NJCU) es una universidad pública ubicada en Jersey City, Nueva Jersey. Fundada en 1927, la NJCU está compuesta por la Escuela de Negocios, la Facultad de Artes y Ciencias, la Facultad de Educación y la Facultad de Estudios Profesionales, y forma parte del sistema público de educación superior de Nueva Jersey. En 2022, anunció una drástica reducción de su oferta académica debido a una crisis presupuestaria. En 2024, se consideró que la institución gozaba de estabilidad financiera, aunque aún carecía de fondos suficientes. A principios de 2025, la Universidad Kean presentó una propuesta para fusionarse con la Universidad de la Ciudad de Nueva Jersey. El miércoles 5 de marzo, la Junta Directiva de la NJCU votó a favor de autorizar al presidente de la NJCU a solicitar una carta de intención.

## Historia
- 1927: Se constituyó la Escuela Normal Estatal de Nueva Jersey en Jersey City. La institución se construyó para albergar a mil estudiantes en su único edificio, el Hepburn Hall, en 40 000 m² ubicado en lo que entonces era el bulevar Hudson.
- 1935: Se cambió el nombre a New Jersey State Teachers College en Jersey City. La institución recibió autorización para ofrecer un programa de formación docente de cuatro años y otorgar el grado de Bachelor of Science en Educación.
- 1936: Se inició un programa de grado en educación de la salud y enfermería, en cooperación con el centro médico de la ciudad, para el entrenamiento de las estudiantes.
- 1958: El New Jersey State Teachers College en Jersey City se convirtió en Jersey City State College y fue autorizado a otorgar el título de Bachelor of Arts.
- 1959: La institución comienza a ofrecer la Maestría en Artes en educación primaria.
- 1968: El Jersey City State College se convirtió en una institución multipropósito, autorizada para desarrollar un programa de artes liberales y ampliar los programas de preparación de docentes.
- 1998: La Comisión de Educación Superior de Nueva Jersey aprobó una petición presentada por la Junta Directiva de la JCSC solicitando que se le otorgara a la institución el estatus de universidad y se le cambiara el nombre a «Universidad de la Ciudad de Nueva Jersey». La universidad se reestructuró en tres facultades: Artes y Ciencias, Educación y Estudios Profesionales.[6]
- 2016: Se inauguró el primer edificio de la gran ampliación del campus.
- 2022: En junio de 2022, la NJCU declaró una emergencia financiera y solicitó un rescate de diez millones de dólares al gobierno estatal.[7][8][9] En agosto, el gobernador Phil Murphy solicitó una investigación sobre el drástico cambio en la situación financiera de NJCU, de un superávit de US$ 108 millones en 2013 a un déficit de US$ 67 millones, en medio de los planes para expandir el campus de NJCU. Posteriormente se supo que nunca hubo un superávit y que esos datos fueron informados erróneamente. La universidad tuvo un déficit operativo de US$ 22,7 millones.[9][10] La universidad anunció un recorte del 37 % de su oferta académica y se limitó la expansión del campus.[11]
- 2025: A principios de 2025, la Universidad de Kean presentó una propuesta para fusionarse con la Universidad de la Ciudad de Nueva Jersey. El 5 de marzo, la Junta Directiva de la NJCU acordó seguir adelante con la revisión de una carta de intención.

## Campus

### Escuela A. Harry Moore

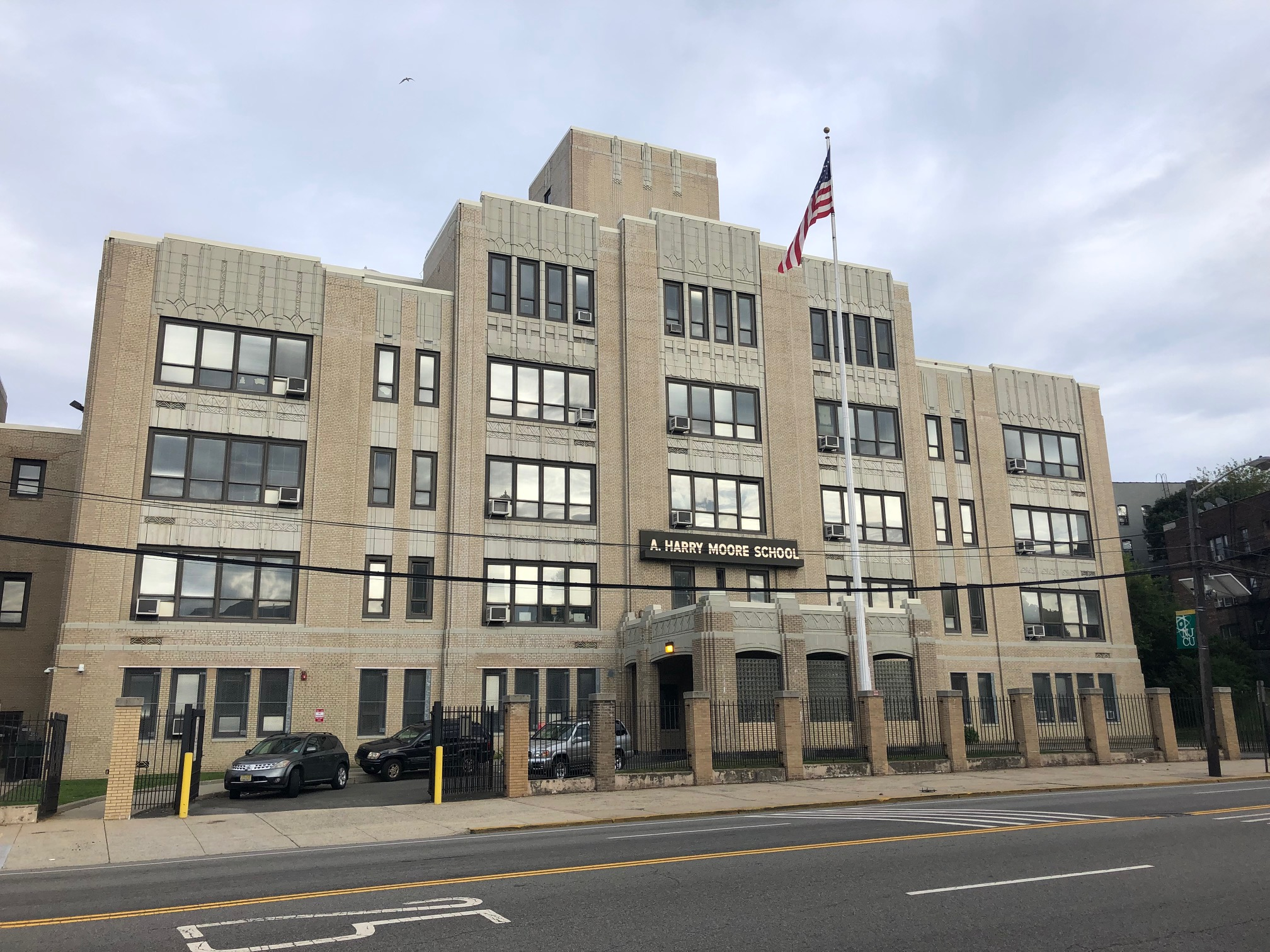
Escuela A. Harry Moore

La Escuela Laboratorio A. Harry Moore abrió sus puertas en 1931 y ofrece programas académicos, terapéuticos y sociales para aproximadamente 140 estudiantes entre las edades de tres y 21 años. Los estudiantes están clasificados como con discapacidad preescolar, así como dificultades en el aprendizaje y lenguaje, y/o discapacidad múltiple. La escuela ha operado bajo la dirección de la Facultad de Educación de NJCU desde 1963. En septiembre de 2019, se anunció que la escuela cerraría en 2020, aunque la decisión fue rápidamente revocada después de la reacción pública y política.

### Campus principal

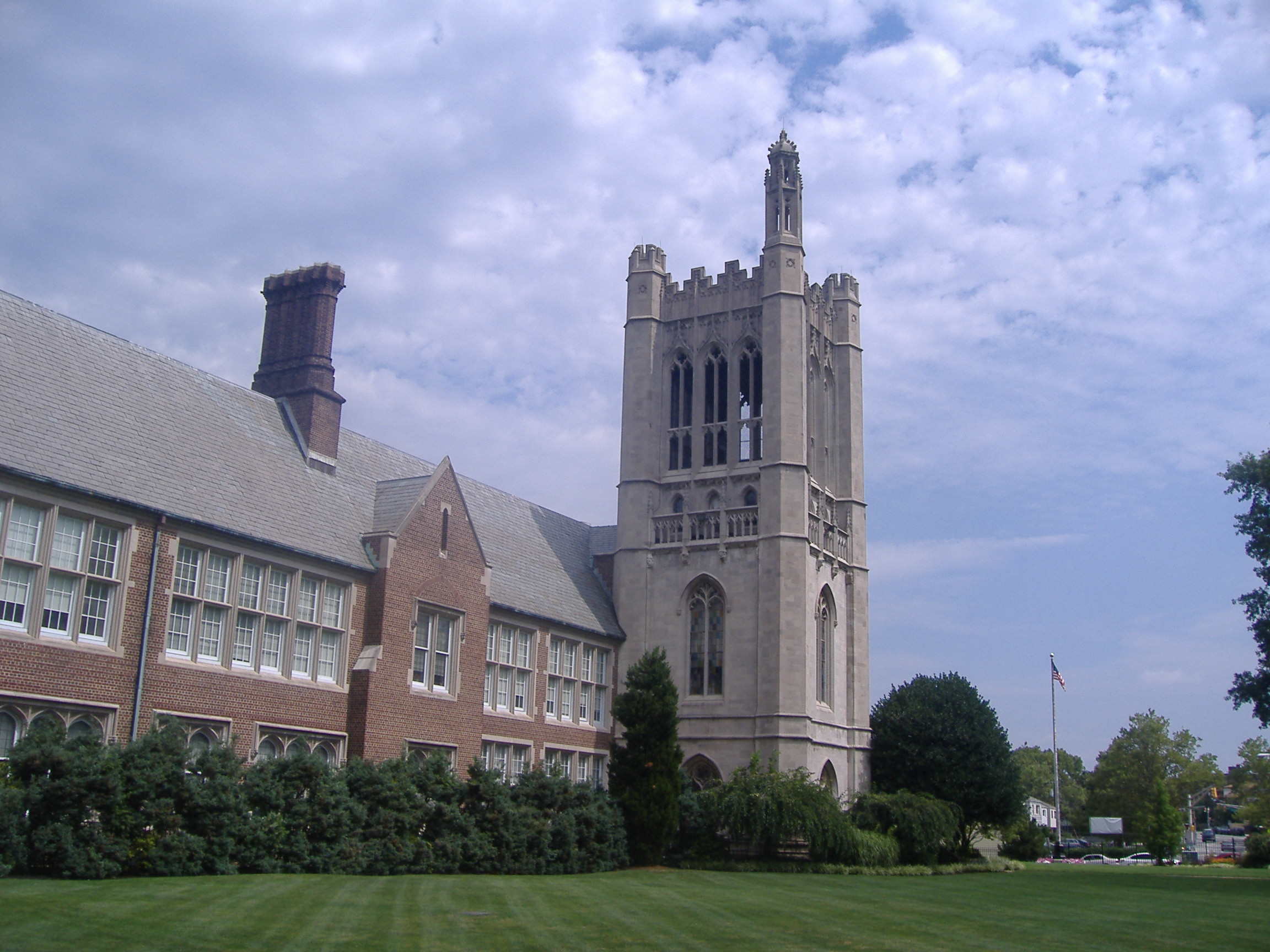
Salón Hepburn

El campus principal ajardinado de la universidad está situado en el Kennedy Boulevard. El centro administrativo de la universidad es el Salón Hepburn. Diseñado por Guilbert & Betelle y terminado en 1930, la estructura gótica colegial sirve como símbolo de la universidad y aparece en publicaciones escolares, asimismo, es el motivo del apodo deportivo de la universidad.
La biblioteca Frank J. Guarini de la NJCU ofrece a estudiantes y personal materiales de aprendizaje como libros, DVDs, CDs, laboratorio de informática, salas de estudio silenciosas y acceso a bases de datos electrónicas. Desde el semestre de otoño de 2014, a pesar de algunas objeciones de los bibliotecarios, una franquicia de Dunkin' Donuts abrió en el primer piso de la biblioteca.
El edificio de Artes y Ciencias de seis pisos, llamado Salón Karnoutsos, fue diseñado por el arquitecto Michael Graves. Los estudiantes lo conocen como el edificio Crayola, por los colores que componen su exterior, y como el edificio K. Está ubicado en el centro del campus. El edificio de 7200 m²  alberga a 14 aulas, 10 laboratorios de informática, despachos para el profesorado de nueve departamentos y la Oficina del Decano de Artes y Ciencias.
Otros edificios académicos incluyen: Rossey Hall (música, danza y teatro; sociología y antropología; ciencias ambientales y de la tierra; enfermería; y asesoramiento educativo; así como numerosas aulas); el Edificio de Ciencias (ciencias naturales); el Edificio de Estudios Profesionales (departamentos de educación, estudios de seguridad, y justicia penal); Fries Hall (artes multimedia); y el Salón Grossnickle. El Edificio de Artes Visuales en Culver Avenue cuenta con una escultura de Maya Lin en el jardín de la entrada. La universidad está explorando, a partir de 2024, la posible venta del edificio.

### Campus oeste

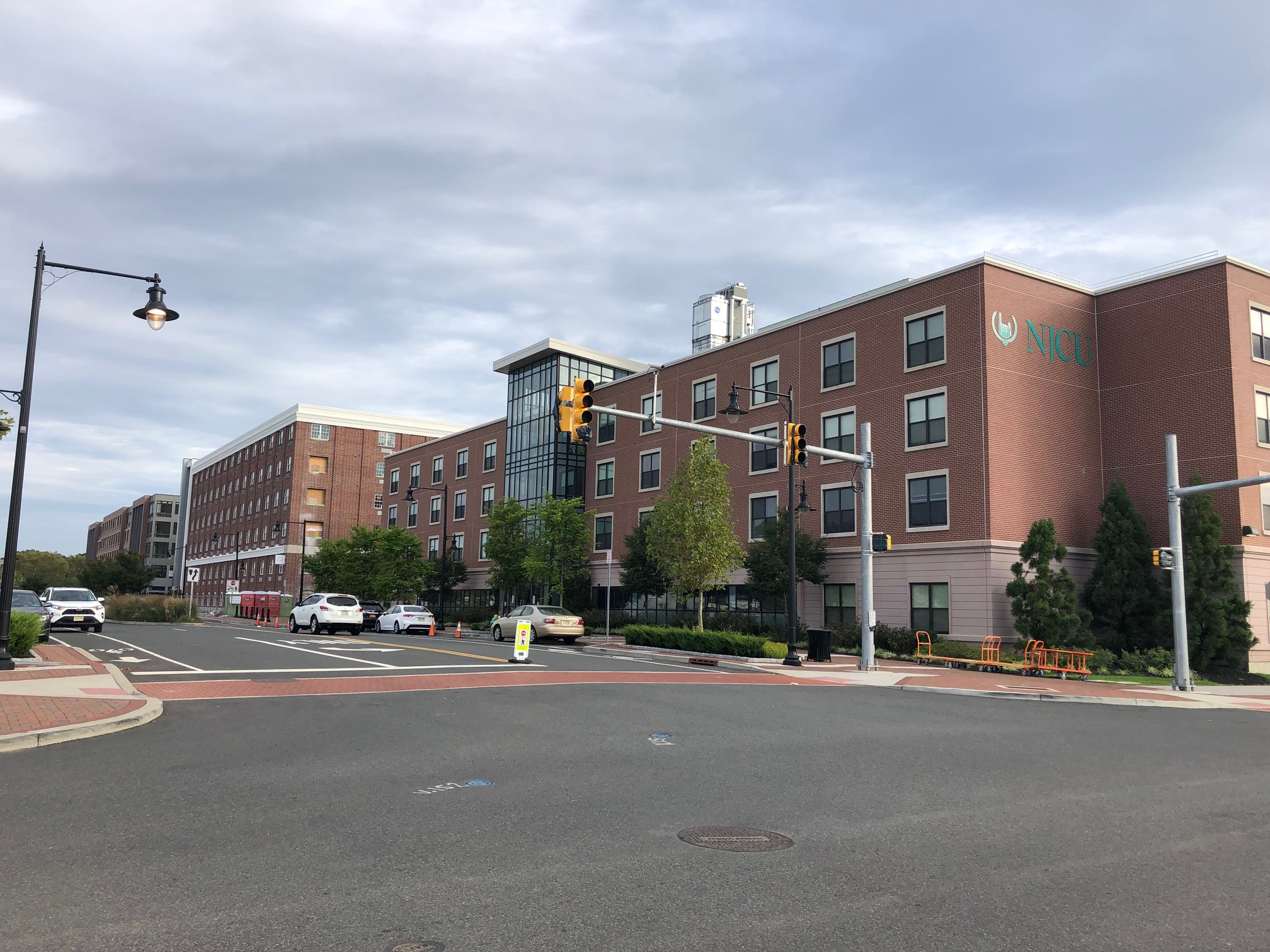
Campus oeste

Los edificios renovados de la West Side Avenue también forman parte de la escuela, incluido el Teatro West Side, que se utiliza para producciones teatrales y eventos comunitarios. Otro edificio alberga el programa de Incubación de Desarrollo Empresarial. La escuela afiliada University Academy Charter High School, abrió sus puertas en 2002 y ofrece una beca a los estudiantes con un promedio alto.
La construcción del Campus Oeste, de 8,5 hectáreas, entre la West Side Avenue y Bayfront, en la Ruta 440, comenzó a mediados de la década de 2010. Los planes de expansión se vieron truncados en 2022 debido a dificultades financieras y la disminución de la matrícula. Habría más que duplicado la superficie de la universidad e incluiría edificios académicos, residencias, locales comerciales, estacionamiento y un Paseo Universitario. El primer edificio, una residencia estudiantil, se inauguró en 2016. Un nuevo centro de artes escénicas albergaría la Escuela de ballet Joffrey.

### Escuela de Negocios de la NJCU
En septiembre de 2015, la Escuela de Negocios de la NJCU abrió sus puertas en Harborside Plaza, ubicado en el paseo marítimo de Jersey City. Las instalaciones de dos plantas cuentan con 18 espacios educativos, dos centros de ciencia de datos, laboratorios de informática, lavandería, auditorio, oficinas, áreas de estudio, una sala de estudiantes y un amplio centro de conferencias frente al mar con vistas al Bajo Manhattan.

## Áreas académicas
La NJCU está organizada en cuatro facultades. En 2022 anunció la reducción de numerosos programas de grado y posgrado. Los programas de estudio más importantes de NJCU son psicología, enfermería, educación infantil y música. Además, el programa de «Ciencias del Fuego» (protección contra incendios) de la NJCU es el único grado universitario en dicha materia en el estado de Nueva Jersey. La NJCU cuenta con un departamento de estudios en seguridad profesional que prepara a los estudiantes que deseen trabajar en agencias como el FBI, la NSA o la CIA.

### Pregrado
| Área                 | Programas académicos |
| -------------------- | --- |
| Ciencias sociales    | - Negocios - Análisis de Negocios y Ciencia de datos - Sistemas de Información Empresarial - Finanzas - Negocios Globales - Administración - Gestión deportiva - Cadena de suministro, Logística y Gestión Marítima Portuaria - Marketing - Contabilidad - Justicia penal - Justicia Penal - Educación Infantil - Docencia en Educación Infantil y Educación especial - Educación Primaria - Educación primaria y secundaria - Educación Secundaria (con especialización en Artes y Ciencias) - Inglés - Inglés - Literatura Inglesa - Docencia en Inglés - Docencia en Educación secundaria - Historia - Historia - Docencia en Historia - Estudios de Seguridad Nacional - Ciberseguridad - Estudios de Seguridad nacional - Ciencia Política - Ciencias Políticas - Psicología - Psicología - Sociología y Antropología - Sociología y Antropología - Estudios de la Mujer y de Género - Estudios de la Mujer y de Género - Idiomas y culturas del mundo - Español - Docencia en Español |
| Ciencias naturales   | - Biología - Biología - Biología y Ciencias de Laboratorio Médico - Biología e Ingeniería biomédica (con el New Jersey Institute of Technology) - Química - Bioquímica - Química - Ciencias de la Tierra y del medio ambiente - Ciencias de la Tierra y del medio ambiente - Geociencias - Ciencia del fuego - Ciencias del Fuego - Fitness, ejercicio y deportes - Ciencias del ejercicio - Ciencias de la salud - Salud de la población - Educación en salud pública - Enfermería - Enfermería |
| Ciencias formales    | - Ciencias de la computación - Ciencias de la computación - Matemáticas - Matemáticas - Docencia en Matemáticas |
| Artes                | - Arte - Arteterapia - Bellas Artes y oficios - Artes gráficas y Diseño - Cerámica - Dibujo/Pintura - Diseño gráfico - Ilustración - Fotografía - Grabado - Artes mediáticas - Artes de los medios - Música - Música, danza y teatro - Música (Negocio musical, Teatro Musical) - Interpretación (Clásica, Instrumental, Voz, Estudios de Jazz) |
| Filosofía y religión | - Filosofía y religión - Filosofía y Religión |

### Posgrado
La NJCU ofrece estudios de maestría y doctorado en las áreas de negocios, tecnología educativa, educación primaria y secundaria, educación en alfabetización, educación especial, artes mediáticas, educación multicultural, música, danza y teatro, seguridad nacional, enfermería, psicología y estudios urbanos.